# Akonhoun
Le Akonhoun est à la fois un rythme et une danse traditionnelle festive issue du sud Bénin.

## Origine
Akonhoun est à l'origine une danse rituelle. La danse Akonhoun, une danse royale est exécutée par les amazones dans le royaume du Dahomey. Cette une danse vodou est devenue une danse archive par excellence qui permet d’archiver toute la panoplie de panégyriques claniques ou panégyriques royales que l’on retrouve dans le royaume du Dahomey. Il est utilisé pour faire l'éloge du roi, du royaume et même des expéditions guerrières du roi voire l’éloge même de la vie quotidienne du roi.

## Description
Akonhoun (Akon= torse et Houn=rythme) veut dire littéralement le rythme du torse en langue fongbé.
La danse se pratique généralement par des hommes. Ils battent de façon musicale de leurs mains leurs torses . L'Akonhoun est très jouée à Abomey,,,,,.
Il s'exécute le plus souvent lors des cérémonies de réjouissances populaires comme les mariages coutumiers, les baptêmes traditionnels mais aussi des fois lors des inhumations.

### Musiciens
Le rythme culturel , Akonhoun est adopté par la Compagnie Sêmako Wôbaho, Club Dèlidji , le ballet national du Bénin et quelques clubs qui l'exécutent  avec le corps, le gong et le Assogoué,.